# ISO 639-2
Az ISO 639-2:1998, Codes for the representation of names of languages — Part 2: Alpha-3 code (Kódok a nyelvek neveinek megjelenítéséhez – 2. rész: Alpha-3 kód), a Nemzetközi Szabványügyi Szervezet (International Organization for Standardization; ISO) által kiadott ISO 639 nemzetközi nyelvi szabványsorozat második része, mely 464 hárombetűs nyelvkódot tartalmaz.
A szabványt kifejlesztését az ISO két technikai bizottsága, az ISO Technical Committee 37, Subcommittee 2 és az ISO Technical Committee 46, Subcommittee 4  végezte. Kidolgozása 1989-ben kezdődött el, mivel az addigi ISO 639-1 szabvány kétbetűs kódjai elégtelennek bizonyultak a szükséges számú kód képzéséhez. A szabványt 1998-ban bocsátották ki.
Az ISO 639-2 szabvány regisztrációszolgáltatója a washingtoni Kongresszusi Könyvtár (ISO 639-2/RA), mely a javasolt változtatásokat fogadja és nyomonköveti.

## A szabvány tartalma
Az ISO 639-2 az ISO 639-1 (jelentős) kibővítésének tekinthető. Ezért minden olyan nyelvet tartalmaz, ami már a 639-1-ben is szerepelt, így az ISO 639-1 az ISO 639-2 részhalmazának tekinthető: a 639-1 valamennyi kétbetűs kódjának van tehát hárombetűs megfelelője a 639-2-ben (melyet a szabvány további részei is használnak), fordítva azonban ez nem érvényes.
Kizárólag gépi felhasználásra tervezett nyelvek, mint például programnyelvek, nem szerepelnek a kódtáblában, ahogy az ISO 639 szabvány egyik részében sem.
Az ISO 639-2 az egyes nyelveket bizonyos kategóriákba (területekbe (Scopes)) sorolja, az alábbiak szerint:
- Önálló nyelvek (Individual languages); ezen belül a következő típusokat (Types) különíti el :
  - Élő nyelvek (Living languages)
  - Kihalt nyelvek (napjainkban vagy az ókor után kihalt) (Extinct languages)
  - Ókori nyelvek (az ókorban kihalt) (Ancient languages)
  - Történelmi nyelvek (Historic languages)
  - Mesterséges nyelvek (Constructed languages)
- Makronyelvek (Macrolanguages)
- Kollektív nyelvek, nyelvi gyűjtemények vagy gyűjtőnyelvek (Collections of languages, collective languages)
- Dialektusok, nyelvváltozatok (Dialects)
- Helyi használatra fenntartott kódok (Reserved for local use)
- Speciális helyzetekre fenntartott kódok (Special situations)

### Terminológiai és bibliográfiai (B és T) kódok
Az ISO 639-2-ben bizonyos nyelvek jelölésére két kód szerepel: egy T-kód a terminológiai alkalmazásokra (ISO 639-2/T), egy B-kód pedig a bibliográfiai alkalmazásokra (ISO 639-2/B). A szabvány valamennyi nyelvének van T-kódja, B-kódja azonban eredetileg csak 23-nak, amiből jelenleg már csak 20 van érvényben (a visszavontak a táblázatban dőlttel és mínusz jellel jelezve). A T-kódok a nyelvek saját elnevezéseiből származnak (és a 639-1 kétbetűs kódjainak bővítései), míg a B kódok a nyelvek angol neveiből erednek. Valamennyi B-kóddal rendelkező nyelv élő és önálló nyelv, és a 639-1 is tartalmazza.
A T/B kettős kódokat az ISO 639 szabványcsaládban csak a 639-2 használja. A T-kódokat használja a továbbiakban 639-2-t kibővítő ISO 639-3 szabvány . A B-kódok az ISO 639-ben a továbbiakban már nem fordulnak elő, de ahol vannak, ott ezek képezik alapját az ISO 15924 írásrendszer-szabvány kódjainak.

| Az ISO 639-2 T és B kóddal is rendelkező nyelvei              | Az ISO 639-2 T és B kóddal is rendelkező nyelvei | Az ISO 639-2 T és B kóddal is rendelkező nyelvei | Az ISO 639-2 T és B kóddal is rendelkező nyelvei | Az ISO 639-2 T és B kóddal is rendelkező nyelvei |
| Nyelv                                                         | 639-1                                            | 639-2/T                                          | 639-2/B                                          |                                                  |
| ------------------------------------------------------------- | ------------------------------------------------ | ------------------------------------------------ | ------------------------------------------------ | ------------------------------------------------ |
| albán                                                         | sq                                               | sqi                                              | alb                                              |                                                  |
| baszk                                                         | eu                                               | eus                                              | baq                                              |                                                  |
| burmai                                                        | my                                               | mya                                              | bur                                              |                                                  |
| cseh                                                          | cs                                               | ces                                              | cze                                              |                                                  |
| francia                                                       | fr                                               | fra                                              | fre                                              |                                                  |
| görög (modern, 1453-)                                         | el                                               | ell                                              | gre                                              |                                                  |
| grúz                                                          | ka                                               | kat                                              | geo                                              |                                                  |
| holland                                                       | nl                                               | nld                                              | dut                                              |                                                  |
| horvát                                                        | hr                                               | hrv                                              | -scr [a]                                         |                                                  |
| izlandi                                                       | is                                               | isl                                              | ice                                              |                                                  |
| kínai                                                         | zh                                               | zho                                              | chi                                              |                                                  |
| macedón                                                       | mk                                               | mkd                                              | mac                                              |                                                  |
| maori                                                         | mi                                               | mri                                              | mao                                              |                                                  |
| maláj                                                         | ms                                               | msa                                              | may                                              |                                                  |
| német                                                         | de                                               | deu                                              | ger                                              |                                                  |
| örmény                                                        | hy                                               | hye                                              | arm                                              |                                                  |
| perzsa                                                        | fa                                               | fas                                              | per                                              |                                                  |
| román                                                         | ro                                               | ron                                              | rum                                              |                                                  |
| szerb                                                         | sr                                               | srp                                              | -scc [a]                                         |                                                  |
| szlovák                                                       | sk                                               | slk                                              | slo                                              |                                                  |
| tibeti                                                        | bo                                               | bod                                              | tib                                              |                                                  |
| walesi                                                        | cy                                               | cym                                              | wel                                              |                                                  |
| Megjegyzések                                                  |                                                  |                                                  |                                                  |                                                  |
| ↑ a: a B-kód 2008. 06. 28-án visszavonva (lásd: Code Changes) |                                                  |                                                  |                                                  |                                                  |

### Speciális helyzetek kódjai
Az ISO 639-2 külön kódokat rendel egyes speciális helyzetekhez:
- mis – kódolatlan nyelv (uncoded, korábban miscellaneous languages)
- mul – sok nyelv (multiple languages) Olyan helyzetekre, amelyekben sok nyelv használatos, de az összes egyedi nyelvkódot nem praktikus megadni.
- und – meghatározatlan nyelv (undetermined languages) Olyan helyzetekre, amelyekben fel kellene ugyan tüntetni egy vagy több nyelvet, a feltüntetendő nyelv azonban pontosan nem azonosítható.
- zxx – nyelvészeti tartalom nélküli kód (no linguistic content, not applicable) (hozzáadva: 2006. január 11.) Olyan helyzetekre, amelyekben a rendszer leírása miatt szükséges egy nyelvi azonosító, de a leírt elem ténylegesen nem tartalmaz nyelvészeti tartalmat.
- qaa-qtz – (local use) Helyi használatra fenntartott, a szabványban nem használt kódtartomány.

### Kollektív nyelvkódok
Az ISO 639-2 66 úgynevezett kollektív nyelvkódot is tartalmaz. Ezek nem egyes önálló nyelveket, hanem egymással tágabb rokonságban álló nyelvek csoportjait határozzák meg (genetikai vagy területi alapú nyelvcsaládokat és -csoportokat). A makronyelvekkel szembeni jellemzőjük az, hogy az egyes csoportokon belüli nyelvek egymással semmilyen kontextusban sem cserélhetőek fel. Az ISO 639-3 a kollektív kódokat nem tartalmazza, az ISO 639-5 azonban, kettő kivételével igen. A két szabvány e közös metszetét ISO 639-2/639-5 jelzéssel is szokás szerepeltetni.
1. Az ISO 639-2-ben még szereplő, de az ISO 639-5-ből már hiányzó kollektív kódok (2):
  - bih Bihári nyelvek (ISO 639-1 kódja bh)
  - him Himacsáli nyelvek
2. A mind az ISO 639-2-ben, mind az ISO 639-5-ben szereplő kollektív kódok (64). A g (teljes nyelvcsoport; 29) és az r (részleges vagy maradék nyelvcsoport; 35) jelzetek[8] az ISO 639-5 szerint vannak[9].

Nyelvi kódlista: 
| Az ISO 639-2 teljes és maradék (nyelv)csoportjai (kollektív kódok) | Az ISO 639-2 teljes és maradék (nyelv)csoportjai (kollektív kódok) | Az ISO 639-2 teljes és maradék (nyelv)csoportjai (kollektív kódok) | Az ISO 639-2 teljes és maradék (nyelv)csoportjai (kollektív kódok) | Az ISO 639-2 teljes és maradék (nyelv)csoportjai (kollektív kódok) |
| 639-2 kód                                                          | g / r                                                              | Magyar név                                                         | Angol név                                                          | Megjegyzések                                                       |
| ------------------------------------------------------------------ | ------------------------------------------------------------------ | ------------------------------------------------------------------ | ------------------------------------------------------------------ | ------------------------------------------------------------------ |
| afa                                                                | r                                                                  | afroázsiai nyelvek                                                 | Afro-Asiatic languages                                             |                                                                    |
| alg                                                                | g                                                                  | algonkin nyelvek                                                   | Algonquian languages                                               |                                                                    |
| apa                                                                | g                                                                  | apacs nyelvek (déli-atapaszka nyelvek)                             | Apache languages                                                   |                                                                    |
| art                                                                | r                                                                  | mesterséges nyelvek                                                | Artificial languages                                               |                                                                    |
| ath                                                                | g                                                                  | atapaszka nyelvek                                                  | Athapascan languages                                               |                                                                    |
| aus                                                                | g                                                                  | ausztráliai nyelvek                                                | Australian languages                                               |                                                                    |
| bad                                                                | g                                                                  | banda nyelvek                                                      | Banda languages                                                    |                                                                    |
| bai                                                                | g                                                                  | bamileke nyelvek                                                   | Bamileke languages                                                 |                                                                    |
| bat                                                                | r                                                                  | balti nyelvek                                                      | Baltic languages                                                   |                                                                    |
| ber                                                                | r                                                                  | berber nyelvek                                                     | Berber languages                                                   |                                                                    |
| bnt                                                                | r                                                                  | bantu nyelvek                                                      | Bantu languages                                                    |                                                                    |
| btk                                                                | g                                                                  | batak nyelvek                                                      | Batak languages                                                    |                                                                    |
| cai                                                                | r                                                                  | közép-amerikai indián nyelvek                                      | Central American Indian languages                                  |                                                                    |
| cau                                                                | r                                                                  | kaukázusi nyelvek                                                  | Caucasian languages                                                |                                                                    |
| cel                                                                | r                                                                  | kelta nyelvek                                                      | Celtic languages                                                   |                                                                    |
| cmc                                                                | g                                                                  | csam nyelvek*                                                      | Chamic languages                                                   |                                                                    |
| cpe                                                                | r                                                                  | angol alapú kreol és pidzsin                                       | Creoles and pidgins, English based                                 |                                                                    |
| cpf                                                                | r                                                                  | francia alapú kreol és pidzsin                                     | Creoles and pidgins, French-based                                  |                                                                    |
| cpp                                                                | r                                                                  | portugál alapú kreol és pidzsin                                    | Creoles and pidgins, Portuguese-based                              |                                                                    |
| crp                                                                | r                                                                  | kreol és pidzsin nyelvek / kreol és pidzsin nyelvek                | Creoles and pidgins                                                |                                                                    |
| cus                                                                | r                                                                  | kusita nyelvek                                                     | Cushitic languages                                                 |                                                                    |
| day                                                                | g                                                                  | Land dajak nyelvek*                                                | Land Dayak languages                                               |                                                                    |
| dra                                                                | r                                                                  | dravida nyelvek                                                    | Dravidian languages                                                |                                                                    |
| fiu                                                                | r                                                                  | finnugor nyelvek                                                   | Finno-Ugrian languages                                             |                                                                    |
| gem                                                                | r                                                                  | germán nyelvek                                                     | Germanic languages                                                 |                                                                    |
| ijo                                                                | g                                                                  | ijo nyelvek                                                        | Ijo languages                                                      |                                                                    |
| inc                                                                | r                                                                  | indoárja nyelvek*                                                  | Indic languages                                                    |                                                                    |
| ine                                                                | r                                                                  | indoeurópai nyelvek                                                | Indo-European languages                                            |                                                                    |
| ira                                                                | r                                                                  | iráni nyelvek                                                      | Iranian languages                                                  |                                                                    |
| iro                                                                | g                                                                  | irokéz nyelvek                                                     | Iroquoian languages                                                |                                                                    |
| kar                                                                | g                                                                  | karen nyelvek                                                      | Karen languages                                                    |                                                                    |
| khi                                                                | r                                                                  | koiszan nyelvek                                                    | Khoisan languages                                                  |                                                                    |
| kro                                                                | g                                                                  | kru nyelvek*                                                       | Kru languages                                                      |                                                                    |
| map                                                                | r                                                                  | ausztronéz nyelvek                                                 | Austronesian languages                                             |                                                                    |
| mkh                                                                | r                                                                  | mon–khmer nyelvek                                                  | Mon-Khmer languages                                                |                                                                    |
| mno                                                                | g                                                                  | manobo nyelvek                                                     | Manobo languages                                                   |                                                                    |
| mun                                                                | g                                                                  | munda nyelvek                                                      | Munda languages                                                    |                                                                    |
| myn                                                                | g                                                                  | maja nyelvek                                                       | Mayan languages                                                    |                                                                    |
| nah                                                                | g                                                                  | nahuatl nyelvek*                                                   | Nahuatl languages                                                  |                                                                    |
| nai                                                                | r                                                                  | észak-amerikai indián nyelvek                                      | North American Indian languages                                    |                                                                    |
| nic                                                                | r                                                                  | niger-kongói nyelvek                                               | Niger-Kordofanian languages                                        |                                                                    |
| nub                                                                | g                                                                  | núbiai nyelvek                                                     | Nubian languages                                                   |                                                                    |
| oto                                                                | g                                                                  | otomi nyelvek / oto-pame nyelvek                                   | Otomian languages (Oto-Pamean)                                     |                                                                    |
| paa                                                                | r                                                                  | pápua nyelvek                                                      | Papuan languages                                                   |                                                                    |
| phi                                                                | r                                                                  | filippínó nyelvek                                                  | Philippine languages                                               |                                                                    |
| pra                                                                | g                                                                  | prákrit nyelvek                                                    | Prakrit languages                                                  |                                                                    |
| roa                                                                | r                                                                  | újlatin nyelvek*                                                   | Romance languages                                                  |                                                                    |
| sai                                                                | r                                                                  | dél-amerikai indián nyelvek                                        | South American Indian languages                                    |                                                                    |
| sal                                                                | g                                                                  | szalis nyelvek                                                     | Salishan languages                                                 |                                                                    |
| sem                                                                | r                                                                  | sémi nyelvek                                                       | Semitic languages                                                  |                                                                    |
| sgn                                                                | g                                                                  | jelnyelvek*                                                        | Sign Languages                                                     |                                                                    |
| sio                                                                | g                                                                  | sziú nyelvek                                                       | Siouan languages                                                   |                                                                    |
| sit                                                                | r                                                                  | sino-tibeti nyelvek                                                | Sino-Tibetan languages                                             |                                                                    |
| sla                                                                | r                                                                  | szláv nyelvek                                                      | Slavic languages                                                   |                                                                    |
| smi                                                                | r                                                                  | számi nyelvek                                                      | Sami languages                                                     |                                                                    |
| son                                                                | g                                                                  | szongaj nyelvek*                                                   | Songhai languages                                                  |                                                                    |
| ssa                                                                | r                                                                  | nílo-szaharai nyelvek*                                             | Nilo-Saharan languages                                             |                                                                    |
| tai                                                                | r                                                                  | tai nyelvek*                                                       | Tai languages                                                      |                                                                    |
| tup                                                                | g                                                                  | tupi nyelvek                                                       | Tupi languages                                                     |                                                                    |
| tut                                                                | r                                                                  | altaji nyelvek                                                     | Altaic languages                                                   |                                                                    |
| wak                                                                | g                                                                  | vakasan nyelvek*                                                   | Wakashan languages                                                 |                                                                    |
| wen                                                                | g                                                                  | szorb nyelvek                                                      | Sorbian languages                                                  |                                                                    |
| ypk                                                                | g                                                                  | jupik nyelvek                                                      | Yupik languages                                                    |                                                                    |
| znd                                                                | g                                                                  | zande nyelvek                                                      | Zande languages                                                    |                                                                    |

## A szabvány kódváltozásai
Az ISO 639-2 kódtáblában bekövetekezett valamennyi változás az ISO 639-2 Registration Authority alapján ("Additions/Changes to ISO 639 Codes as published in ISO 639-1:1988 and ISO 639-2:1998.", 2010. október 18-ig).
Jelmagyarázat:
A változások típusai:
- K+ = új kód (és egyben új nyelv) hozzáadása,
- K- = kód visszavonása (a visszavont kód []-ben, előtte "-" jellel, pl. [-mo]),
- K± = kódcsere (régi kód visszavonása, új kód hozzáadása);
- N+ = névváltozat hozzáadása,
- N- = névváltozat eltávolítása,
- N± = névcsere (régi név helyett új).[11]

| Az ISO 639-2 kód- és névváltozásai | Az ISO 639-2 kód- és névváltozásai | Az ISO 639-2 kód- és névváltozásai | Az ISO 639-2 kód- és névváltozásai                             | Az ISO 639-2 kód- és névváltozásai | Az ISO 639-2 kód- és névváltozásai |
| ISO kód | ISO kód                            | Nyelv neve                         | Nyelv neve                                                     | Változtatás                        | Változtatás                        |
| 639-1 | 639-2                              | magyar                             | angol                                                          | dátuma                             | típusa                             |
| --- | ---------------------------------- | ---------------------------------- | -------------------------------------------------------------- | ---------------------------------- | ---------------------------------- |
| | ady                                |                                    | Adyghe; Adygei                                                 | 2003. 05. 05.                      | K+                                 |
| | afa                                |                                    | Afro-Asiatic languages                                         | 2009. 03. 03.                      | N±[a1]                             |
| | ain                                |                                    | Ainu                                                           | 2005. 08. 16                       | K+                                 |
| | alt                                |                                    | Southern Altai                                                 | 2005. 05. 05                       | K+                                 |
| | anp                                |                                    | Angika                                                         | 2005. 11. 08                       | K+                                 |
| | apa                                |                                    | Apache languages                                               | 2009. 03. 03.                      | N±[f1]                             |
| | arc                                |                                    | Official Aramaic (700-300 BCE); Imperial Aramaic (700-300 BCE) | 2007. 05. 29                       | N±[c1]                             |
| | arn                                |                                    | Mapudungun; Mapuche                                            | 2006. 10. 26                       | N±[c2]                             |
| | art                                |                                    | Artificial languages                                           | 2009. 03. 03.                      | N±[a2]                             |
| | ast                                |                                    | Asturian; Bable; Leonese; Asturleonese                         | 2001. 09. 24.                      | K+                                 |
| | ast                                |                                    | Asturian; Bable; Leonese; Asturleonese                         | 2007. 10. 29                       | N+                                 |
| | bad                                |                                    | Banda languages                                                | 2006. 10. 31.                      | N±[b]                              |
| | bai                                |                                    | Bamileke languages                                             | 2009. 03. 03.                      | N±[f2]                             |
| | bat                                |                                    | Baltic languages                                               | 2009. 03. 03.                      | N±[a3]                             |
| | bej                                |                                    | Beja; Bedawiyet                                                | 2007. 10. 18                       | N+                                 |
| | ber                                |                                    | Berber languages                                               | 2009. 03. 03.                      | N±[a4]                             |
| | bin                                |                                    | Bini; Edo                                                      | 2006. 11. 22                       | N-[c3]                             |
| | bnt                                |                                    | Bantu languages                                                | 2009. 03. 03.                      | N±[a5]                             |
| | btk                                |                                    | Batak languages                                                | 2006. 10. 31.                      | N±[b]                              |
| | byn                                |                                    | Blin; Bilin                                                    | 2003. 10. 27                       | K+                                 |
| | cai                                |                                    | Central American Indian languages                              | 2009. 03. 03.                      | N±[a6]                             |
| | car                                |                                    | Galibi Carib                                                   | 2006. 11. 22                       | N±[c4]                             |
| | cau                                |                                    | Caucasian languages                                            | 2009. 03. 03.                      | N±[a7]                             |
| | cel                                |                                    | Celtic languages                                               | 2009. 03. 03.                      | N±[a8]                             |
| | chp                                |                                    | Chipewyan; Dene Suline                                         | 2007. 10. 18                       | N+                                 |
| | cpe                                |                                    | Creoles and pidgins, English based                             | 2009. 03. 03.                      | N±[a9]                             |
| | cpf                                |                                    | Creoles and pidgins, French-based                              | 2009. 03. 03.                      | N±[a10]                            |
| | cpp                                |                                    | Creoles and pidgins, Portuguese-based                          | 2009. 03. 03.                      | N±[a11]                            |
| | crh                                |                                    | Crimean Tatar; Crimean Turkish                                 | 2003. 05. 14.                      | K+                                 |
| | crp                                |                                    | Creoles and pidgins                                            | 2009. 03. 03.                      | N±[a12]                            |
| | csb                                |                                    | Kashubian                                                      | 2003. 05. 19.                      | K+                                 |
| | cus                                |                                    | Cushitic languages                                             | 2009. 03. 03.                      | N±[a13]                            |
| | dar                                |                                    | Dargwa                                                         | 2003. 03. 24.                      | K+                                 |
| | day                                |                                    | Land Dayak languages                                           | 2006. 10. 31.                      | N±[b]                              |
| | dra                                |                                    | Dravidian languages                                            | 2009. 03. 03.                      | N±[a14]                            |
| | dsb                                |                                    | Lower Sorbian                                                  | 2003. 09. 01.                      | K+                                 |
| | fil                                |                                    | Filipino; Pilipino                                             | 2004. 09. 21                       | K+                                 |
| | fiu                                |                                    | Finno-Ugrian languages                                         | 2009. 03. 03.                      | N±[a15]                            |
| | frr                                |                                    | Northern Frisian                                               | 2005. 11. 08                       | K+                                 |
| | frs                                |                                    | Eastern Frisian                                                | 2005. 11. 16.                      | K+                                 |
| | gem                                |                                    | Germanic languages                                             | 2009. 03. 03.                      | N±[a16]                            |
| | gsw                                |                                    | Swiss German; Alemannic; Alsatian                              | 2005. 11. 04.                      | K+                                 |
| | gsw                                |                                    | Swiss German; Alemannic; Alsatian                              | 2006. 12. 08.                      | N±[d]                              |
| | gsw                                |                                    | Swiss German; Alemannic; Alsatian                              | 2008. 03. 05.                      | N+[c5]                             |
| | him                                |                                    | Himachali languages; Western Pahari languages                  | 2009. 09. 01.                      | N±[c6]                             |
| | hmn                                |                                    | Hmong; Mong                                                    | 2010. 03. 29.                      | N+                                 |
| hr | hrv [-scr]                         |                                    | Croatian                                                       | 2008. 06. 28.                      | K-[k1]                             |
| | hsb                                |                                    | Upper Sorbian                                                  | 2003. 09. 01.                      | K+                                 |
| | ijo                                |                                    | Ijo languages                                                  | 2006. 10. 31.                      | N±[b]                              |
| | inc                                |                                    | Indic languages                                                | 2009. 03. 03.                      | N±[a17]                            |
| | ine                                |                                    | Indo-European languages                                        | 2009. 03. 03.                      | N±[a18]                            |
| | inh                                |                                    | Ingush                                                         | 2003. 03. 24.                      | K+                                 |
| | ira                                |                                    | Iranian languages                                              | 2009. 03. 03.                      | N±[a19]                            |
| | iro                                |                                    | Iroquoian languages                                            | 2009. 03. 03.                      | N±[f3]                             |
| | jbo                                |                                    | Lojban                                                         | 2003. 09. 02.                      | K+                                 |
| jv [-jw] | jav [-jaw]                         |                                    | Javanese                                                       | 2001. 08. 13.                      | K±[k2]                             |
| | kac                                |                                    | Kachin; Jingpho                                                | 2006. 10. 27.                      | N+[c7]                             |
| | kar                                |                                    | Karen languages                                                | 2006. 10. 31.                      | N±[b]                              |
| | kbd                                |                                    | Kabardian                                                      | 2003. 01. 29.                      | K+                                 |
| | khi                                |                                    | Khoisan languages                                              | 2009. 03. 03.                      | N±[a20]                            |
| | kho                                |                                    | Khotanese; Sakan                                               | 2008. 10. 21.                      | N+[c8]                             |
| | krc                                |                                    | Karachay-Balkar                                                | 2003. 05. 05.                      | K+                                 |
| | krl                                |                                    | Karelian                                                       | 2005. 11. 21.                      | K+                                 |
| | kro                                |                                    | Kru languages                                                  | 2006. 10. 31.                      | N±[b]                              |
| | map                                |                                    | Austronesian languages                                         | 2009. 03. 03.                      | N±[a21]                            |
| | mdf                                |                                    | Moksha                                                         | 2003. 05. 05.                      | K+                                 |
| | mic                                |                                    | Mi'kmaq; Micmac                                                | 2004. 11. 10.                      | N+[c9]                             |
| | mis                                |                                    | Uncoded languages                                              | 2007. 06. 13.                      | N±[s1]                             |
| | mkh                                |                                    | Mon-Khmer languages                                            | 2009. 03. 03.                      | N±[a22]                            |
| | mnc                                |                                    | Manchu                                                         | 2000. 02. 18.                      | K+                                 |
| [-mo] | [-mol]                             | moldáv                             | Moldavian                                                      | 2008. 11. 03.                      | K-[k3]                             |
| | mwl                                |                                    | Mirandese                                                      | 2004. 09. 21.                      | K+                                 |
| | myv                                |                                    | Erzya                                                          | 2003. 05. 05.                      | K+                                 |
| | nah                                |                                    | Nahuatl languages                                              | 2006. 10. 31.                      | N±[b]                              |
| | nai                                |                                    | North American Indian languages                                | 2009. 03. 03.                      | N±[c10]                            |
| | nap                                |                                    | Neapolitan                                                     | 2002. 08. 02.                      | K+                                 |
| | nds                                |                                    | Low German; Low Saxon; German, Low; Saxon, Low                 | 2000. 05. 31.                      | K+                                 |
| | nic                                |                                    | Niger-Kordofanian languages                                    | 2009. 03. 03.                      | N±[a23]                            |
| | mog                                |                                    | Nogai                                                          | 2003. 03. 04.                      | K+                                 |
| | nqo                                |                                    | N'Ko                                                           | 2006. 05. 21.                      | K+                                 |
| | nso                                |                                    | Pedi; Sepedi; Northern Sotho                                   | 2004. 10. 28.                      | N+[c11]                            |
| | nwc                                |                                    | Classical Newari; Old Newari; Classical Nepal Bhasa            | 2004. 03. 05.                      | K+                                 |
| | oto                                |                                    | Otomian languages                                              | 2009. 03. 03.                      | N±[f4]                             |
| | paa                                |                                    | Papuan languages                                               | 2009. 03. 03.                      | N±[a24]                            |
| | pam                                |                                    | Pampanga; Kapampangan                                          | 2007. 10. 18.                      | N+                                 |
| | phi                                |                                    | Philippine languages                                           | 2009. 03. 03.                      | N±[a25]                            |
| | pra                                |                                    | Prakrit languages                                              | 2009. 03. 03.                      | N±[f5]                             |
| | pro                                |                                    | Provençal, Old (to 1500); Occitan, Old (to 1500)               | 2008. 07. 08.                      | N+[c12]                            |
| | rar                                |                                    | Rarotongan; Cook Islands Maori                                 | 2006. 10. 25.                      | N+[c13]                            |
| | roa                                |                                    | Romance languages                                              | 2009. 03. 03.                      | N±[a26]                            |
| | rup                                |                                    | Aromanian; Arumanian; Macedo-Romanian                          | 2005. 09. 20.                      | K+                                 |
| | sai                                |                                    | South American Indian languages                                | 2009. 03. 03.                      | N±[a27]                            |
| | sal                                |                                    | Salishan languages                                             | 2009. 03. 03.                      | N±[f6]                             |
| | scn                                |                                    | Sicilian                                                       | 2004. 09. 21.                      | K+                                 |
| | sem                                |                                    | Semitic languages                                              | 2009. 03. 03.                      | N±[a28]                            |
| | sgn                                |                                    | Sign Languages                                                 | 2000. 02. 18.                      | K+                                 |
| | sit                                |                                    | Sino-Tibetan languages                                         | 2009. 03. 03.                      | N±[a29]                            |
| | sla                                |                                    | Slavic languages                                               | 2009. 03. 03.                      | N±[a30]                            |
| | sma                                |                                    | Southern Sami                                                  | 2002. 02. 07.                      | K+                                 |
| | smi                                |                                    | Sami languages                                                 | 2000. 02. 18.                      | NC                                 |
| | smi                                |                                    | Sami languages                                                 | 2009. 03. 03.                      | N±[a31]                            |
| | smj                                |                                    | Lule Sami                                                      | 2002. 02. 07.                      | K+                                 |
| | smn                                |                                    | Inari Sami                                                     | 2002. 02. 07.                      | K+                                 |
| | sms                                |                                    | Skolt Sami                                                     | 2002. 02. 07.                      | K+                                 |
| | son                                |                                    | Songhai languages                                              | 2006. 10. 31.                      | N±[b]                              |
| | srn                                |                                    | Sranan Tongo                                                   | 2005. 12. 12.                      | K+[e]                              |
| | srn                                |                                    | Sranan Tongo                                                   | 2006. 10. 31.                      | N±[d]                              |
| sr | srp [-scc]                         |                                    | Serbian                                                        | 2008. 06. 28.                      | K-[v1]                             |
| | ssa                                |                                    | Nilo-Saharan languages                                         | 2009. 03. 03.                      | N±[a32]                            |
| | syc                                |                                    | Classical Syriac                                               | 2007. 04. 02.                      | K+                                 |
| | tai                                |                                    | Tai languages                                                  | 2009. 03. 03.                      | N±[a33]                            |
| | tlh                                |                                    | Klingon; tlhIngan-Hol                                          | 2004. 02. 24.                      | K+                                 |
| | tup                                |                                    | Tupi languages                                                 | 2002. 01. 11.                      | K+                                 |
| | tut                                |                                    | Altaic languages                                               | 2009. 03. 03.                      | N±[a34]                            |
| | udm                                |                                    | Udmurt                                                         | 2003. 05. 05.                      | K+                                 |
| | wak                                |                                    | Wakashan languages                                             | 2009. 03. 03.                      | N±[f7]                             |
| | wal                                |                                    | Wolaitta; Wolaytta                                             | 2008. 07. 08.                      | N-[c14]                            |
| | xal                                |                                    | Kalmyk; Oirat                                                  | 2005. 03. 23                       | NC                                 |
| | zbl                                |                                    | Blissymbols; Blissymbolics; Bliss                              | 2007. 08. 08.                      | K+[g]                              |
| | znd                                |                                    | Zande languages                                                | 2006. 10. 31.                      | N±[b]                              |
| | zxx                                | nincs nyelvészeti tartalom         | No linguistic content; Not applicable                          | 2006. 01. 11                       | K+[s]                              |
| | zxx                                | nincs nyelvészeti tartalom         | No linguistic content; Not applicable                          | 2008. 04. 04                       | N+[s]                              |
| | zza                                |                                    | Zaza; Dimili; Dimli; Kirdki; Kirmanjki; Zazaki                 | 2006. 08. 23                       | K+                                 |
| Megjegyzések a táblázathoz |                                    |                                    |                                                                |                                    |                                    |
| Megjegyzések a táblázathoz Névváltozások (N3, N-, N±): a korábban (Other) végződésűek helyett - ↑ a1: Afro-Asiatic (Other) helyett - ↑ a2: Artificial (Other) - ↑ a3: Baltic (Other) - ↑ a4: Berber (Other) - ↑ a5: Bantu (Other) - ↑ a6: Central American Indian (Other) - ↑ a7: Caucasian (Other) - ↑ a8: Celtic (Other) - ↑ a9: Creoles and pidgins, English-based (Other) - ↑ a10: Creoles and pidgins, French-based (Other) - ↑ a11: Creoles and pidgins, Portuguese-based (Other) - ↑ a12: Creoles and pidgins (Other) - ↑ a13: Cushitic (Other) - ↑ a14: Dravidian (Other) - ↑ a15: Finno-Ugrian (Other) - ↑ a16: Germanic (Other) - ↑ a17: Indic (Other) - ↑ a18: Indo-European (Other) - ↑ a19: Iranian (Other) - ↑ a20: Khoisan (Other) - ↑ a21: Austronesian (Other) - ↑ a22: Mon-Khmer (Other) - ↑ a23: Niger-Kordofanian (Other) - ↑ a24: Papuan (Other) - ↑ a25: Philippine (Other) - ↑ a26: Romance (Other) - ↑ a27: South American Indian (Other) - ↑ a28: Semitic (Other) - ↑ a29: Sino-Tibetan (Other) - ↑ a30: Slavic (Other) - ↑ a31: Sami languages (Other) - ↑ a32: Nilo-Saharan (Other) - ↑ a33: Tai (Other) - ↑ a34: Altaic (Other) - ↑ b: Névcsere kollektív nyelv jelzésére. "(Name change to denote collection.)" - ↑ c1: az i.e. 700-300 időszak hozzáadása - ↑ c2: Araucanian helyett - ↑ c3: +Bini - ↑ c4: Carib helyett - ↑ c5: +Alsatian (fr: +alsacien, +suisse alémanique) - ↑ c6: Himachali helyett - ↑ c7: +Jingpho - ↑ c8: +Sakan (A Sakan korábban a 639-3-ban önálló kóddal szerepelt (xsk), de mint duplikátum visszavonásra került.) - ↑ c9: +Mi'kmaq - ↑ c10: North American Indian helyett - ↑ c11: +Pedi, +Sepedi - ↑ c12: +Old Occitan (to 1500) - ↑ c13: +Cook Islands Maori - ↑ c14: -Walamo francia névváltozások: - ↑ f1: apaches, langues - ↑ f2: "bamilékés, langues" helyett "bamiléké, langues" - ↑ f3: "iroquoises, langues (famille)" helyett "iroquoises, langues" - ↑ f4: "otomangue, langues" helyett "otomi, langues" - ↑ f5: "prâkrit" helyett "prâkrit, langues" - ↑ f6: "salish, langues" helyett "salishennes, langues" - ↑ f7: "wakashennes, langues" helyett "wakashanes, langues" Kódváltozások (K+, K-, K±): - ↑ k1: a 639-2/B kód visszavonva - ↑ k2: a jw nyomtatási hiba volt, a jaw ezen alapuló hibás kód - ↑ k3: Mindkét azonosító visszavonva, az angolban Moldavian és Moldovan, a franciában pedig moldave néven is ismert román nyelv variációira a ro és ron / rum (639-2/T és B) kódok maradtak használatban. A mo és mol nem rendelhetőek más nyelvekhez, így az ezeket használó dokumentumok továbbra is érvényesek. Egyéb: - ↑ d: tipográfiai hiba javítása - ↑ e: 2004. 11. 30-tól bejelentve - ↑ g: mesterséges nyelv, csak írott formával - ↑ s: speciális célú kód, nyelvészeti tartalom hiányának jelzésére - ↑ s1: speciális célú kód; "miscellaneous languages" helyett |                                    |                                    |                                                                |                                    |                                    |